# Rivière du Chêne
Der Rivière du Chêne (französisch für „Eichen-Fluss“) ist ein rechter Nebenfluss des Sankt-Lorenz-Stroms in der kanadischen Provinz Québec.

## Flusslauf
Der Rivière du Chêne fließt in der Verwaltungsregion Chaudière-Appalaches. Er hat seinen Ursprung in einem sumpfigen Gelände nördlich von Sainte-Agathe-de-Lotbinière. Von dort durchfließt er die MRC Lotbinière in überwiegend nordwestlicher Richtung. Er passiert die Gemeinde Val-Alain. Im Unterlauf münden die Nebenflüsse Rivière Henri, Rivière Huron und Rivière du Bois Clair rechtsseitig in den Rivière du Chêne. Schließlich mündet er etwa 60 km westlich der Provinzhauptstadt Québec bei Leclercville in den Sankt-Lorenz-Strom. Der Fluss hat eine Länge von 80 km. Er entwässert ein Areal von 803 km². Der mittlere Abfluss beträgt 15 m³/s. Westlich des Rivière du Chêne verläuft der Petite rivière du Chêne.

## Gedeckte Brücken
Nördlich von Val-Alain überspannt die gedeckte Brücke Pont Caron den Fluss.